# Lokalbahn Lambach–Vorchdorf-Eggenberg
| ET 20.111 bei Bad Wimsbach-Neydharting |                      |                                                 |                                                 |
| |                      |                                                 |                                                 |
| Kursbuchstrecke (ÖBB): | 160                  |                                                 |                                                 |
| Streckenlänge: | 15,609 km            |                                                 |                                                 |
| Spurweite: | 1435 mm (Normalspur) |                                                 |                                                 |
| Stromsystem: | 750 V =              |                                                 |                                                 |
| Maximale Neigung: | 15 ‰                 |                                                 |                                                 |
| Minimaler Radius: | 130 m                |                                                 |                                                 |
| Streckengeschwindigkeit: | 50 km/h              |                                                 |                                                 |
| |                      |                                                 |                                                 |
| \| \| \| Westbahn von Salzburg \| \| \| \| 0,0 \| Lambach \| 365 m ü. A. \| \| \| \| Westbahn nach Linz \| \| \| \| 1,2 \| AB zum Terminal der Spedition Gartner \| AB zum Terminal der Spedition Gartner \| \| \| 2,2 \| AB Felbermayer \| AB Felbermayer \| \| \| \| Traun \| \| \| \| 3,5 \| Stadl-Paura \| 365 m ü. A. \| \| \| \| Trauntalbahn nach Gmunden Seebahnhof \| \| \| \| 4,3 \| AB Buchinger \| AB Buchinger \| \| \| 5,3 \| Fohlenhof (11.06.1952 aufgelassen) \| Fohlenhof (11.06.1952 aufgelassen) \| \| \| 6,7 \| Bad Wimsbach Styria Siedlung (2014 aufgelassen) \| Bad Wimsbach Styria Siedlung (2014 aufgelassen) \| \| \| 6,9 \| Bad Wimsbach-Neydharting \| 375 m ü. A. \| \| \| \| Wimbach \| \| \| \| 7,3 \| Bad Wimsbach Steinfeld \| Bad Wimsbach Steinfeld \| \| \| 9,0 \| Au \| Au \| \| \| 10,0 \| Mittlere Au \| Mittlere Au \| \| \| 10,6 \| Blankenberg \| 382 m ü. A. \| \| \| 11,3 \| Waldl \| Waldl \| \| \| 11,8 \| Kößlwang \| Kößlwang \| \| \| 12,8 \| Feldham \| Feldham \| \| \| \| Vorchdorf Gewerbegebiet \| \| \| \| 14,0 \| Vorchdorf Schule \| Vorchdorf Schule \| \| \| 14,7 \| Vorchdorf-Eggenberg \| 416 m ü. A. \| \| \| \| Anschlussbahn Brauerei Eggenberg \| \| \| \| \| Traunseebahn nach Gmunden Seebahnhof \| \| |                      |                                                 |                                                 |
| Strecke |                      | Westbahn von Salzburg                           | Westbahn von Salzburg                           |
| Bahnhof | 0,0                  | Lambach                                         | 365 m ü. A.                                     |
| Abzweig geradeaus und nach links |                      | Westbahn nach Linz                              | Westbahn nach Linz                              |
| Abzweig geradeaus und nach links | 1,2                  | AB zum Terminal der Spedition Gartner           | AB zum Terminal der Spedition Gartner           |
| Abzweig geradeaus und von links | 2,2                  | AB Felbermayer                                  | AB Felbermayer                                  |
| Brücke über Wasserlauf |                      | Traun                                           | Traun                                           |
| Bahnhof | 3,5                  | Stadl-Paura                                     | 365 m ü. A.                                     |
| Abzweig geradeaus und nach rechts |                      | Trauntalbahn nach Gmunden Seebahnhof            | Trauntalbahn nach Gmunden Seebahnhof            |
| Abzweig geradeaus und ehemals nach links | 4,3                  | AB Buchinger                                    | AB Buchinger                                    |
| ehemaliger Haltepunkt / Haltestelle | 5,3                  | Fohlenhof (11.06.1952 aufgelassen)              | Fohlenhof (11.06.1952 aufgelassen)              |
| ehemaliger Haltepunkt / Haltestelle | 6,7                  | Bad Wimsbach Styria Siedlung (2014 aufgelassen) | Bad Wimsbach Styria Siedlung (2014 aufgelassen) |
| Bahnhof | 6,9                  | Bad Wimsbach-Neydharting                        | 375 m ü. A.                                     |
| Brücke über Wasserlauf |                      | Wimbach                                         | Wimbach                                         |
| Haltepunkt / Haltestelle | 7,3                  | Bad Wimsbach Steinfeld                          | Bad Wimsbach Steinfeld                          |
| Haltepunkt / Haltestelle | 9,0                  | Au                                              | Au                                              |
| Haltepunkt / Haltestelle | 10,0                 | Mittlere Au                                     | Mittlere Au                                     |
| Haltepunkt / Haltestelle | 10,6                 | Blankenberg                                     | 382 m ü. A.                                     |
| Haltepunkt / Haltestelle | 11,3                 | Waldl                                           | Waldl                                           |
| Haltepunkt / Haltestelle | 11,8                 | Kößlwang                                        | Kößlwang                                        |
| Haltepunkt / Haltestelle | 12,8                 | Feldham                                         | Feldham                                         |
| Haltepunkt / Haltestelle |                      | Vorchdorf Gewerbegebiet                         | Vorchdorf Gewerbegebiet                         |
| Haltepunkt / Haltestelle | 14,0                 | Vorchdorf Schule                                | Vorchdorf Schule                                |
| Kopfbahnhof Streckenanfang · Bahnhof | 14,7                 | Vorchdorf-Eggenberg                             | 416 m ü. A.                                     |
| Strecke · Strecke nach links |                      | Anschlussbahn Brauerei Eggenberg                | Anschlussbahn Brauerei Eggenberg                |
| Strecke |                      | Traunseebahn nach Gmunden Seebahnhof            | Traunseebahn nach Gmunden Seebahnhof            |

Die Lokalbahn Lambach–Vorchdorf-Eggenberg, auch Vorchdorferbahn genannt, ist eine normalspurige Lokalbahn in Oberösterreich. Die Strecke verläuft vom Übergangsbahnhof Stadl-Paura bis Vorchdorf-Eggenberg (11,8 Kilometer). Die Kilometrierung beginnt jedoch bereits in Lambach, schließt also auch den 3,8 Kilometer langen Abschnitt Lambach–Stadl-Paura der mehr als vierzig Jahre älteren, nunmehr den ÖBB gehörenden Strecke Lambach–Gmunden ein.
Eigentümerin der Strecke ist die Lokalbahn Lambach-Vorchdorf-Eggenberg AG, die zu 72,5 % dem Bund, zu 11 % der OÖ Verkehrsholding GmbH, zu 9,4 % der Marktgemeinde Lambach, zu 3,3 % der Marktgemeinde Vorchdorf, und zu 2,7 % der Stern & Hafferl Verkehrs-GmbH, welche die Bahn auch betreibt, gehört. Der Rest ist Streubesitz.

## Geschichte
Das Projekt zum Bau der Bahnlinie wurde 1897 von der Firma Stern & Hafferl vorgelegt. Am 13. September 1903 wurde die Bahn eröffnet. Die Betriebsführung wurde von der Lokalbahn AG an die k.u.k. Staatsbahn übertragen, diese wickelte die Verkehrsleistungen mit Dampfloks ab. Die Weltwirtschaftskrise in den Jahren 1930 und 1931 veranlasste die Lokalbahn AG, die Betriebsführung an die Firma Stern & Hafferl zu übergeben – diese war durch einen sparsamen, aber dennoch effektiven Lokalbahnbetrieb bekannt geworden. Die Firma übernahm am 1. Mai 1931 die Betriebsführung und begann mit der Umstellung von Dampf- auf elektrischen Betrieb. Am 14. November 1931 war die Strecke bereits vollständig elektrifiziert. Der Betrieb erfolgt seither mit 750 Volt Gleichstrom. Bis 1949 gab es beim Bahnhof Lambach noch einen Anschluss mit der Lokalbahn Lambach–Haag am Hausruck. Des Weiteren existierte in den 1980er Jahren ein Anschluss zur Brauerei Eggenberg für den Güterverkehr. Die Strecke hatte damals eine Gesamtlänge von 15,7 Kilometern.
Im Jahre 2006 wurden zwei Fahrzeuge von der Linzer Lokalbahn übernommen, die zuvor von den Kölner Verkehrs-Betrieben gekauft worden waren. Diese werden seither je nach Bedarf im Plandienst eingesetzt. Anlässlich des 1. Oberösterreichischen Zukunftsfests, das in Bad Wimsbach-Neydharting stattfand, verkehrte am 31. Mai und 1. Juni 2008 auf der Lokalbahn leihweise ein modernes Niederflurfahrzeug vom Typ Stadler-GTW der Linzer Lokalbahn im Stundentakt.
Am 11. Dezember 2011 wurde die neue Haltestelle Vorchdorf Gewerbegebiet in Betrieb genommen.
Am 19. Mai 2025 prallte der ET 20.111 am Bahnhof Lambach gegen den Prellbock und wurde beschädigt. Beim Unfall wurden drei Personen verletzt, eine davon schwer. Nur wenige Monate später wurde auch der zweite „Extertaler“ schwer beschädigt. Am 31. Juli 2025 kam es am Bahnhof Stadl-Paura zu einem Frontalzusammenstoß zwischen dem ET 20.109 und dem „Kölner“ ET 22.133.

## Betrieb in der Gegenwart

### Fahrplan
Zum Fahrplanwechsel am 9. Dezember 2007 wurde die Strecke weitgehend, v. a. nachmittags, auf Taktfahrplan umgestellt, mit der auch sonst üblichen Symmetrieminute. Zuvor gab es nur vereinzelte Verstärkerfahrten. Die Kreuzungen erfolgen sowohl in Stadl-Paura als auch in Bad Wimsbach-Neydharting.

### Fahrgastaufkommen
Im Jahr 2015 nutzten 201.420 Fahrgäste diese Bahnstrecke.

### Strecke
Beim Bahnhof Lambach besteht Anschluss zur österreichischen Westbahn. Die Haltestelle Au hat den kürzesten Haltestellennamen Österreichs. In Vorchdorf-Eggenberg besteht eine Anschlussmöglichkeit an die schmalspurige Traunseebahn. Zudem können schadhafte Fahrzeuge im Endbahnhof zur Stern & Hafferl-Hauptwerkstätte überführt werden.

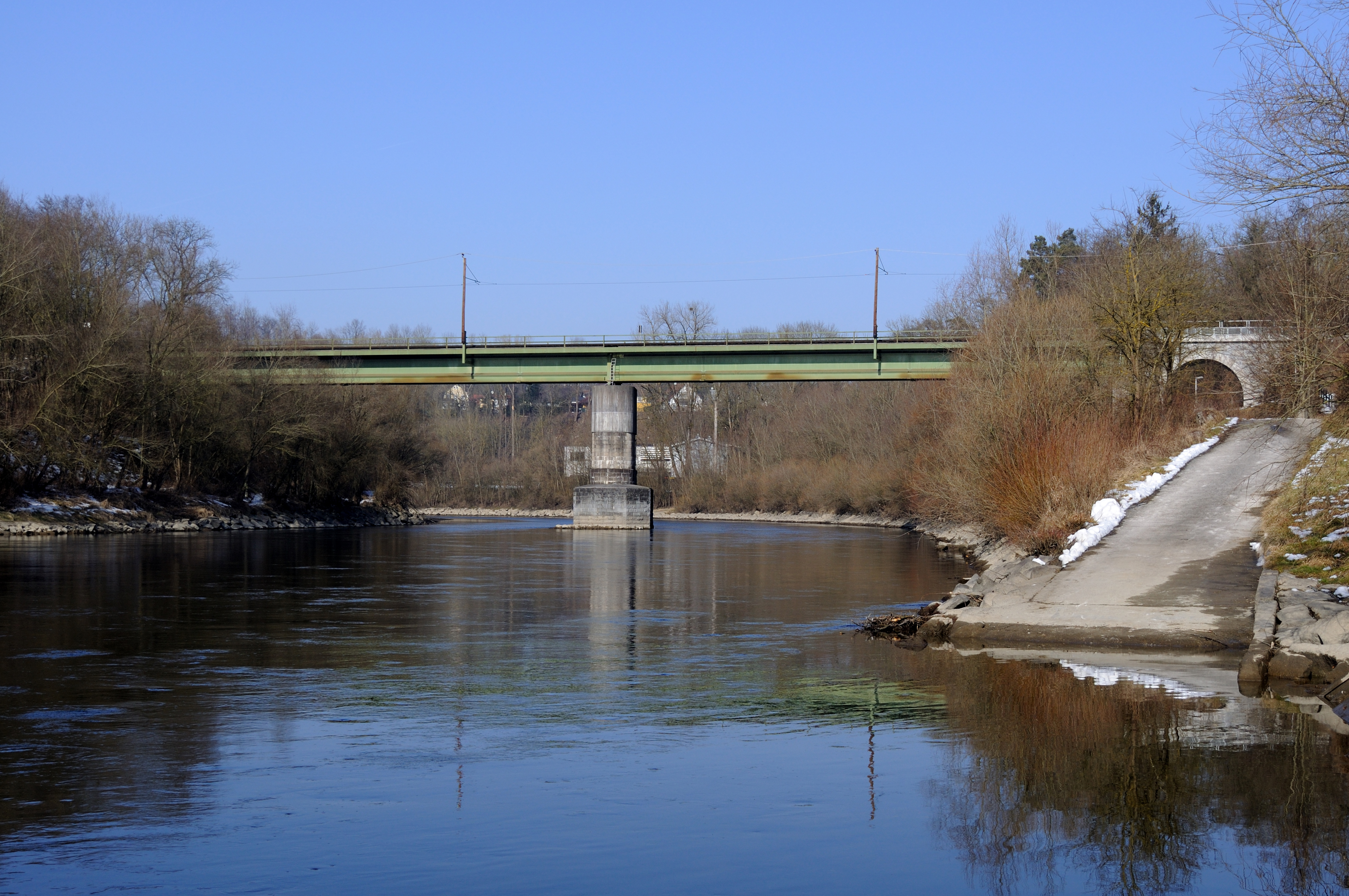
Traunbrücke zwischen Lambach und Stadl-Paura
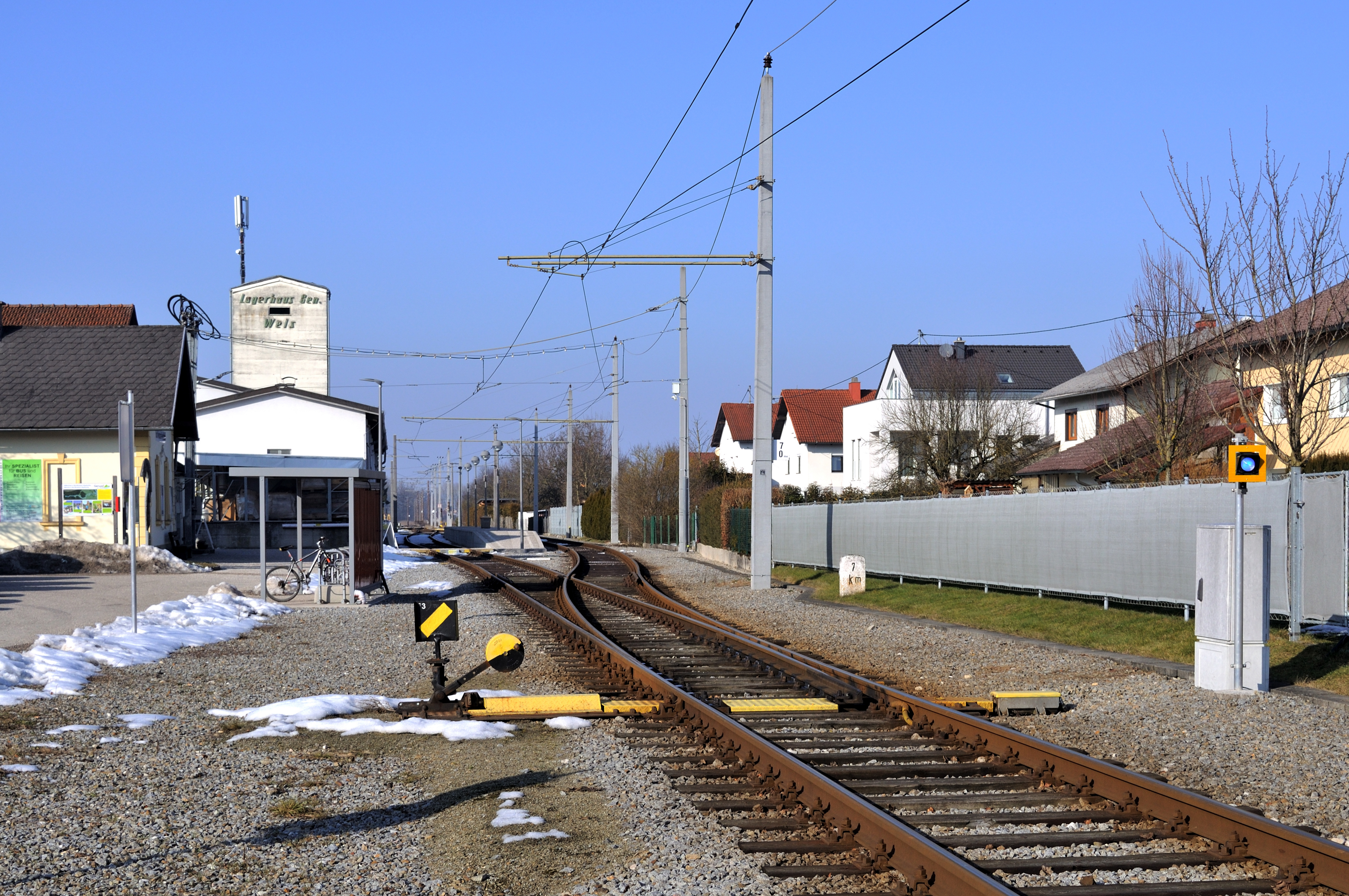
Bahnhof Bad Wimsbach-Neydharting
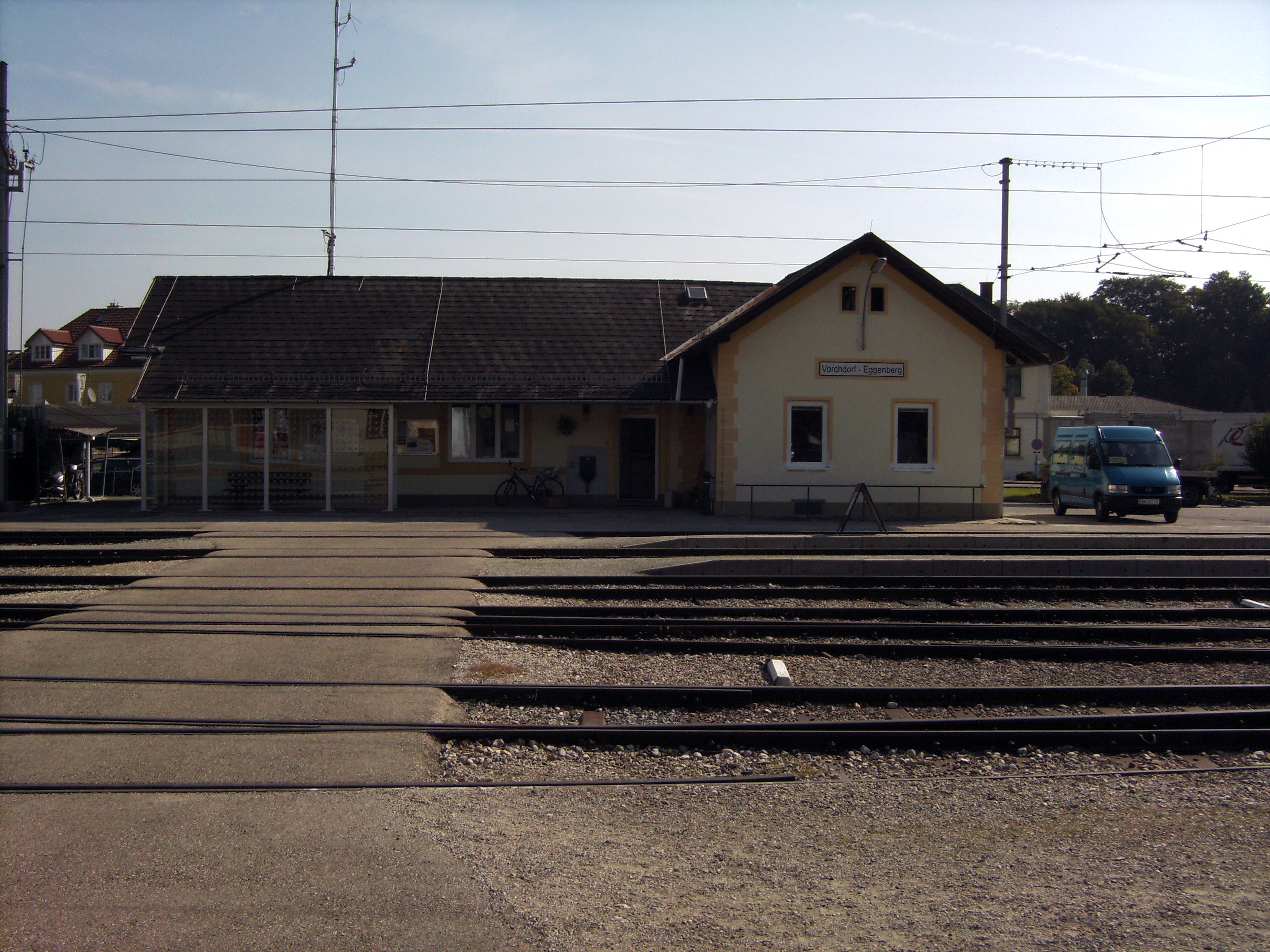
Endbahnhof Vorchdorf-Eggenberg

### Fuhrpark
Siehe auch: Fahrzeuge der Stern & Hafferl Verkehrsgesellschaft
Übersicht über die auf der Lokalbahn Lambach – Vorchdorf–Eggenberg eingesetzten Fahrzeuge:
| Nummer               | Baujahr | Hersteller                     | Sonstiges                                                                     | Fotos |
| -------------------- | ------- | ------------------------------ | ----------------------------------------------------------------------------- | ----- |
| Lokomotiven          |         |                                |                                                                               |       |
| E 20.006             | 1952    | SGP                            | Güterzug sowie Bauzugsdienst auf Lokalbahn LV, ex SAKOG E 27.001, ex SLB E 64 |       |
| Triebwagen           |         |                                |                                                                               |       |
| ET 20.109            | 1956    | Waggonfabrik Rastatt           | seit August 2025 Unfall bedingt abgestellt                                    |       |
| ET 20.111            | 1953    | Westwaggon                     | seit Mai 2025 Unfall bedingt abgestellt                                       |       |
| ET 20.114            | 1951    | SGP                            | Plandienstfahrzeug, ex SLB ET 32, ex ET 22.108, angemietet von SLB            |       |
| ET 22.106            | 1951    | SGP                            | Plandienstfahrzeug, von Linzer Lokalbahn ausgeliehen                          |       |
| ET 22.107            | 1951    | SGP                            | Plandienstfahrzeug, von Linzer Lokalbahn ausgeliehen                          |       |
| ET 22.133            | 1954    | Westwaggon                     | von der LILO ausgeliehen, seit August 2025 Unfall bedingt abgestellt          |       |
| ET 22.136            | 1953    | Westwaggon                     | von der LILO ausgeliehen, Plandienstfahrzeug                                  |       |
| ET 24 101            | 1932    | Grazer Waggonfabrik            | ex ET 24 001, Nostalgiefahrzeug                                               |       |
| Steuerwagen          |         |                                |                                                                               |       |
| ES 22.233            | 1954    | Westwaggon                     | von der LILO ausgeliehen, seit August 2025 Unfall bedingt abgestellt          |       |
| ES 22.236            | 1953    | Westwaggon                     | von der LILO ausgeliehen, Plandienstfahrzeug                                  |       |
| Güter- und Bahnwagen |         |                                |                                                                               |       |
| X 20.641             | 1978    | Maschinenfabrik Tobisch, Knotz | ex ÖBB 534.067, Turmwagen für Bahnerhaltung                                   |       |
| Ks 3310.119          | 1978    | SPG                            | ex ÖBB, für Bahnerhaltung, in Vorchdorf beheimatet                            |       |
| Ks 3310.288          | 1978    | SPG                            | ex ÖBB, für Bahnerhaltung, in Vorchdorf beheimatet                            |       |
| Hbis 2254.150        | SGP     | 1975                           | ex ÖBB, abgestellt im Bahnhof Vorchdorf                                       |       |
| Hbis 2254.267        | SGP     | 1975                           | ex ÖBB, abgestellt im Bahnhof Vorchdorf                                       |       |
| Hbis 2254.291        | SGP     | 1975                           | ex ÖBB, abgestellt im Bahnhof Vorchdorf                                       |       |
| Hbis 2254.316        | SGP     | 1975                           | ex ÖBB, abgestellt im Bahnhof Vorchdorf                                       |       |
| Saadkms 4981.089     | 1985    | SGP                            | ex ÖBB, umgebaut für Transport der Tramlinks, in Vorchdorf beheimatet         |       |
| Saadkms 4981.103     | 1985    | SGP                            | ex ÖBB, umgebaut für Transport der Tramlinks, in Vorchdorf beheimatet         |       |
| Sonstige             |         |                                |                                                                               |       |
| X 24.621             |         |                                | Turmwagen                                                                     |       |

## Attraktivierungen
2008 wurden Sanierungsarbeiten durchgeführt, um die Fahrzeiten einhalten zu können und den Fahrgastkomfort zu steigern. Zudem wurde die Haltestelle Vorchdorf-Schule saniert und der Bahnübergang bei der Lindacherstraße mit einer Lichtzeichenanlage ausgestattet. Der Endbahnhof Vorchdorf-Eggenberg wurde renoviert und erhielt behindertengerechte WC-Anlagen. Um in Zukunft die Züge bis nach Wels weiterführen zu können, ist die Anschaffung moderner Zweisystemfahrzeuge geplant. Weiter soll in Vorchdorf ein neues Unterwerk errichtet werden, um neue Fahrzeuge mit ausreichend Strom zu beliefern. Geplant ist auch der Umbau des Bahnhofsvorplatzes.